# Karol Szymanowski Muziekacademie Katowice

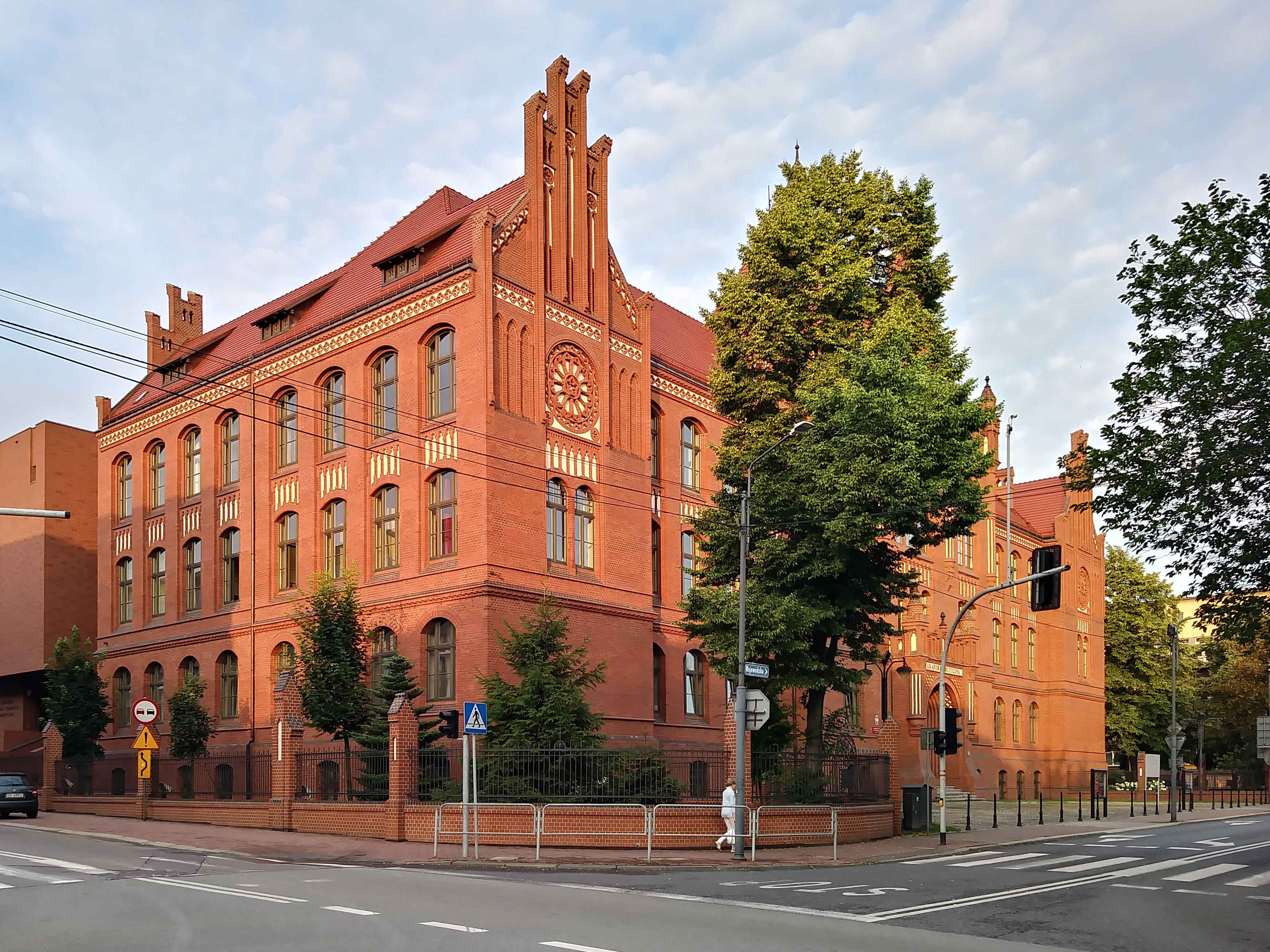
Akademia Muzyczna im. Karola Szymanowskiego w Katowicach (Karol Szymanowski Muziekacademie) in Katowice (2018)

De Karol Szymanowski Muziekacademie Katowice (Pools: Akademia Muzyczna im. Karola Szymanowskiego w Katowicach) in Katowice werd in 1929 als Staatsmuziekconservatorium (Pools: Państwowe Konserwatorium Muzyczne) opgericht. De eerste directeur was Witold Friemann (1929–1934). Tijdens de Tweede Wereldoorlog kreeg het de naam Okręgowa Śląska Szkoła Muzyczna (Höhere Landesmusikschule) en de Duitser Fritz Lubrich was toen rector. In 1979 was er een grote hervorming en de academie kreeg haar huidige naam. Tegenwoordig wordt de academie door rector Eugeniusz Knapik geleid.

## Studierichtingen
Aan de Karol Szymanowski Muziekacademie zijn de volgende studierichtingen mogelijk:
- Orkestdirectie
- Compositie en Muziektheorie
- Muziekkunst
- Jazz
- Instrumentenkennis
- Zangpedagogie

## Rectors van de academie
- 1929–1934: Witold Frieman
- 1934–1939: Faustyn Kulczycki
- 1939–1945: Fritz Lubrich (onder Duitse bezetting van Polen)
- 1945–1946: Faustyn Kulczycki
- 1946: Bolesław Woytowicz
- 1947–1951: Adam Mitschta
- 1951–1963: Józef Powroźniak
- 1963–1965: Jan Gawlas
- 1965–1972: Wiktor Gadziński
- 1972–1975: Józef Powroźniak
- 1975–1979: Henryk Mikołaj Górecki
- 1979–1981: Leon Markiewicz
- 1981–1987: Jan Wincenty Hawel
- 1987–1990: Joachim Pichura
- 1990–1996: Jan Wincenty Hawel
- 1996–2002: Julian Gembalski
- 2002–2008: Eugeniusz Knapik
- 2008–2016: Tomasz Miczka
- 2016–heden: Władysław Szymański

## Bekende studenten
- Wojciech Kilar
- Krystian Ochman
- Krystian Zimerman